# Fiat Polski 518
La Fiat Polski 518 dérive de son original italien la Fiat 518 Ardita était une automobile haut de gamme fabriquée par la filiale polonaise du constructeur italien Fiat pour le marché local entre 1936 et 1939, date de l'invasion de la Pologne par les troupes nazies. 

Cette voiture, grande sœur de la Fiat Polski 508 était proposée en deux versions : 
- 1750 équipée d'un moteur Fiat 118, 4 cylindres de 1758 cm³ développant 40 cv à 3600 tr/min,
- 2000 avec un moteur Fiat 118A de 1944 cm³ de 45 cv.

En Italie, une version avec un moteur Fiat 127 6 cylindres de 2516 cm3 a été également fabriquée, elle porte le nom de Fiat 527. Elle sera fabriquée en 1000 exemplaires.

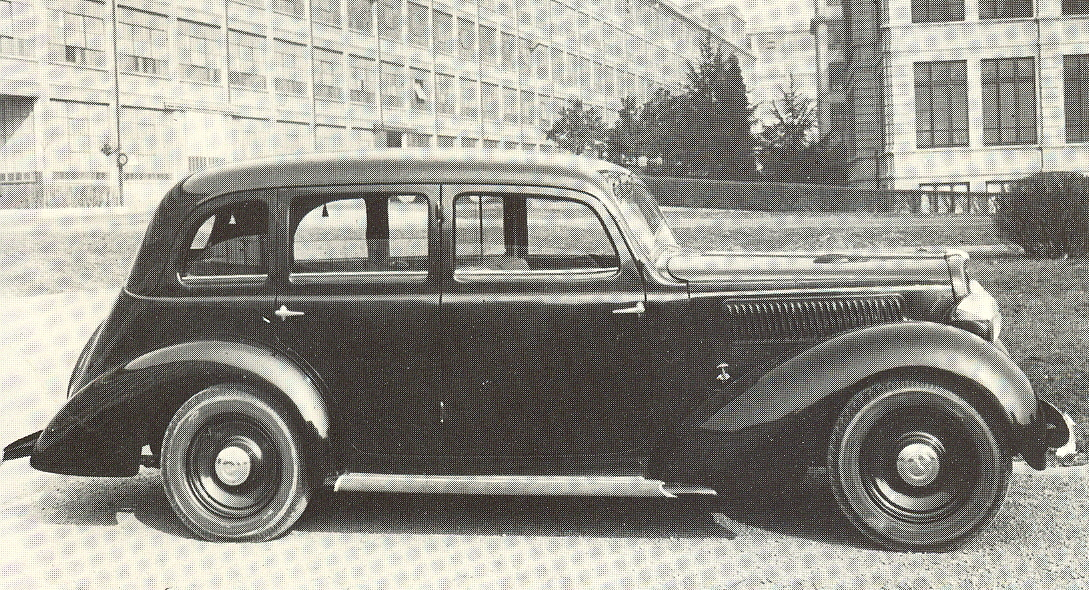
Fiat 518 L 2e série

Ce modèle a aussi été fabriqué dans d'autres pays :
- France : sous le nom de Simca-Fiat 11cv entre 1934 et 1937. Les archives semblent concorder sur une production de 2.200 exemplaires.
- Pologne : Fiat-Polski 518 entre 1936 et 1939 par PZInż dans son usine de Varsovie. Production inconnue.